# اوجیونو
اوجیونو (به ایتالیایی: Oggiono) یک کومونه در ایتالیا است که در استان لکو واقع شده‌است.

## خصوصیات
اوجیونو ۷٫۹ کیلومترمربع مساحت و ۸٬۱۹۴ نفر جمعیت دارد و ۲۶۸ متر بالاتر از سطح دریا واقع شده‌است.

## خواهرخوانده
شهرهای لایزنیگ و Halásztelek خواهرخوانده‌های اوجیونو هستند.